# La mante
A Sáska (franciául: La Mante) francia thriller minisorozat, amely 2017. december 30-án került fel Netflixre. 2017 szeptemberében a TF1 francia kereskedelmi tévécsatorna sugározta.

## Történet
A történet helyszíne Párizs, ahol a rendőrség egy pszichopatát keres, akinek gyilkosságait Jeanne Deber, a "sáska" néven ismert sorozatgyilkos inspirálta. A „sáska”, 25 évvel korábban tartotta rettegésben az országot. Jeanne Deber felajánlja a "szakvéleményét" a rendőrségnek, hogy mihamarabb levadászhassák az imposztort. Letartóztatása óta a mindennapjait magányos fogságban töltő "sáskának" egyetlen kikötése van a rendőrséggel szemben: csak fiával, Damien Carrot nyomozóval hajlandó együttműködni, akivel meglehetősen elidegenedett a viszonyuk. Damien-nek nincs választása, minthogy együtt dolgozzon anyjával, hiszen a szabadon lévő sorozatgyilkos Párizson belül bárhol és bármikor újra lecsaphat.

## Szereplők
- Carole Bouquet - Jeanne Deber/ "A sáska"
- Fred Testot - Damien Carrot
- Jacques Weber - Charles Carrot
- Pascal Demolon - Dominique Feracci
- Manon Azem - Lucie Carrot
- Serge Riaboukine - Crozet
- Robinson Stevenin - Alex Crozet
- Frédérique Bel - Virginie Delorme
- Élodie Navarre - Szofia Kovacs
- Adama Niane - Stern
- Yannick Samot - Bertrand
- Steve Tran - Achille
- Julien Tortora – Gallieni

## Epizódok
1. rész (franciául: Épisode 1): Szembenézve egy sor szörnyű és megoldatlan gyilkossággal, a párizsi rendőrfőnök a „sáska” néven ismert sorozatgyilkoshoz, Jeanne Deberhez és a rendőrként dolgozó fiához fordul segítségért, hogy elkapják a Debert utánzó imposztort.
2. rész (franciául: Épisode 2): Ahogy a dühöngő Damien próbálja kideríteni mire készül az anyja, Séverin számítógépéről egy nyom kerül elő, ami a csapatot a következő lehetséges áldozathoz vezeti.
3. rész (franciául: Épisode 3): Damien feltár egy titkot, amely visszavezeti a gyerekkori otthonába. Mivel képtelen felhagyni a gyanakvásával, Lucie beleás férje múltjába
4. rész (franciául: Épisode 4): A „sáska” megteszi a következő lépést, Achille egy döntő bizonyítékot talál az áldozatokhoz kapcsolódóan, Damien pedig ellátogat az anyja pszichiáteréhez
5. rész (franciául: Épisode 5): Amikor Jeanne megkap egy élő videót a következő áldozatról, a csapat mindent bevetve megpróbálja megállítani a gyilkosságot, közben új nyomok bukkannak fel a gyilkos személyazonosságát illetően.
6. rész (franciául: Épisode 6): Az óra ketyeg és a család veszélyben van, Damien mérlegeli a gyilkos ajánlatát. A mentőakció váratlan fordulatot vesz.